# Telmatobius fronteriensis
Telmatobius fronteriensis är en groddjursart som beskrevs av Benavides, Ortiz och J. Ramón Formas 2002. Telmatobius fronteriensis ingår i släktet Telmatobius och familjen Ceratophryidae. IUCN kategoriserar arten globalt som otillräckligt studerad. Inga underarter finns listade i Catalogue of Life.